# Remelana jangala
Remelana jangala es una especie de mariposa de la familia Lycaenidae, que se puede encontrar en Asia. Esta especie es muy frecuente y puede ser vista a menudo en pequeñas y grandes congregaciones en zonas húmedas.

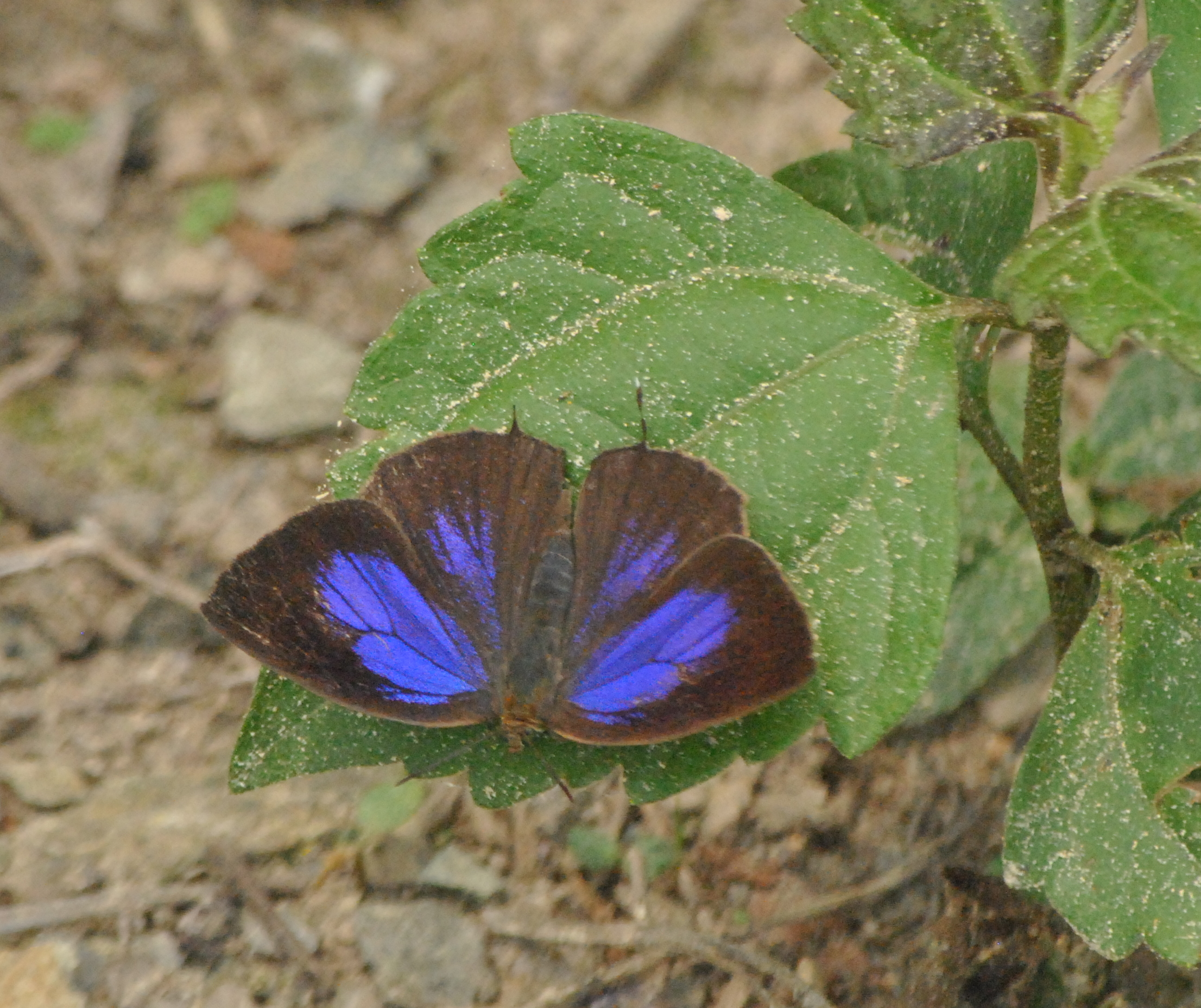
R. jangala